# Paraphanolaimus cantor
Paraphanolaimus cantor är en rundmaskart som beskrevs av Gerlach 1957. Paraphanolaimus cantor ingår i släktet Paraphanolaimus och familjen Leptolaimidae. Inga underarter finns listade i Catalogue of Life.